# Макли
Некро́поль Макли́ (урду مکلی کا شہرِ خموشاں‎, синдхи مڪلي جو مقام, англ. Makli Necropolis) — старинный суфийско-исламский некрополь в провинции Синд, Пакистан. Ансамбль расположен в городе Татта, примерно в 100 километрах к востоку от Карачи, на плоской возвышенности вдоль берега одного из рукавов дельты реки Инд. Общая площадь некрополя составляет около 1000 гектаров, а наибольшая протяжённость с севера на юг — около 3 километров. С 1981 года ансамбль некрополя Макли под наименованием «Исторические памятники в Макли, Татта» входит в официальный перечень объектов Всемирного наследия ЮНЕСКО.
Некрополь Макли представляет собой обширный комплекс возникших в период с XIV по XVIII век захоронений — от самых скромных могил простолюдинов с простыми надгробными камнями, многие из которых в наше время руинированы или исчезли полностью, до уникальных мавзолеев представителей высшей интеллигенции, местных святых, духовенства и знати, вплоть до монарших особ и их близких родственников. Самые представительные из сооружений являются ценными аутентичными памятниками архитектуры времён расцвета доколониальной Синдской государственности. Здесь представлены, в зависимости от года постройки, архитектурные стили царствовавших в Синде и соседнем Белуджистане династий: начиная от Сумры в XIV веке, когда именно в Татте располагалась столица Синда, до Аргунов в XVI веке и последующего Могольского периода XVI—XVII века. Старейшие захоронения находятся преимущественно в северной части некрополя, в то время как прилегающая к центру города и шоссе N-5 южная часть в основном характеризуется значительно более поздними сооружениями династии Тарханов и могольского периода. Именно эта часть некрополя считается наиболее интересной для посетителей, так как вмещает на относительно небольшой площади десятки самых крупных и необычно оформленных надгробных сооружений, одно из которых даже является двухуровневым.
Всего, по разным оценкам, на плато Макли находятся от 500 тысяч до 1 миллиона захоронений; помимо того, на территории расположено несколько мечетей, возведённых одновременно с прилегающими захоронениями. Большая часть надгробных сооружений выполнена из жёлтого песчаника местной добычи, что придаёт кладбищу облик единого ансамбля, несмотря на разнообразность периодов и стилей в архитектуре отдельных сооружений. Также имеется значительное количество мавзолеев и оград из кирпича, а в некоторых случаях и с использованием белого известняка. Многие из мавзолеев оформлены высеченными в камне рельефами, каллиграммами и декором из синих расписных керамических плиток.
В 1981 году, на 5-й сессии Комитета всемирного наследия, ансамбль Макли был включён решением ЮНЕСКО в список Всемирного наследия, и на сегодняшний день он является одним из шести объектов Всемирного наследия в этой стране. Благодаря этому статусу в последние десятилетия правительством Пакистана в приоритетном порядке поддерживались работы по реставрации и восстановлению ансамбля, что обусловило относительно хорошую на сегодняшний день сохранность некрополя. Тем не менее, состояние значительной части надгробий и в наши дни является неудовлетворительным, а местами и близким к полному разрушению. Виной этому, в том числе, природные катастрофы — так, весь ансамбль очень сильно пострадал при разрушительном наводнении июля—августа 2010 года. Угрозой для памятников является и человеческое воздействие: часть территории ансамбля периодически захватывается местными жителями под хозяйственные нужды и «обрастает» самостроем, а близлежащие мавзолеи и надгробия страдают от загрязнения и нецелевого использования. Чтобы предотвратить такие инциденты, территория некрополя Макли регулярно патрулируется сотрудниками правительственного департамента туризма и культурного наследия. Кроме того, в Татте предпринимаются попытки развития организованного туризма и сопутствующей инфраструктуры, а также трудоустройства местной бедноты, дабы искоренить ранее широко распространённые практики попрошайничества и торгашества непосредственно возле исторических надгробий.
На территории некрополя находится мемориальная доска в честь немецкой исследовательницы Востока и ислама Аннемари Шиммель (1922—2003), которая при жизни выражала желание обрести последнее пристанище именно на Макли. Однако она скончалась в Бонне и в этом же городе была погребена, а на территории некрополя Макли было установлено её «символическое надгробие» с мемориальной доской.

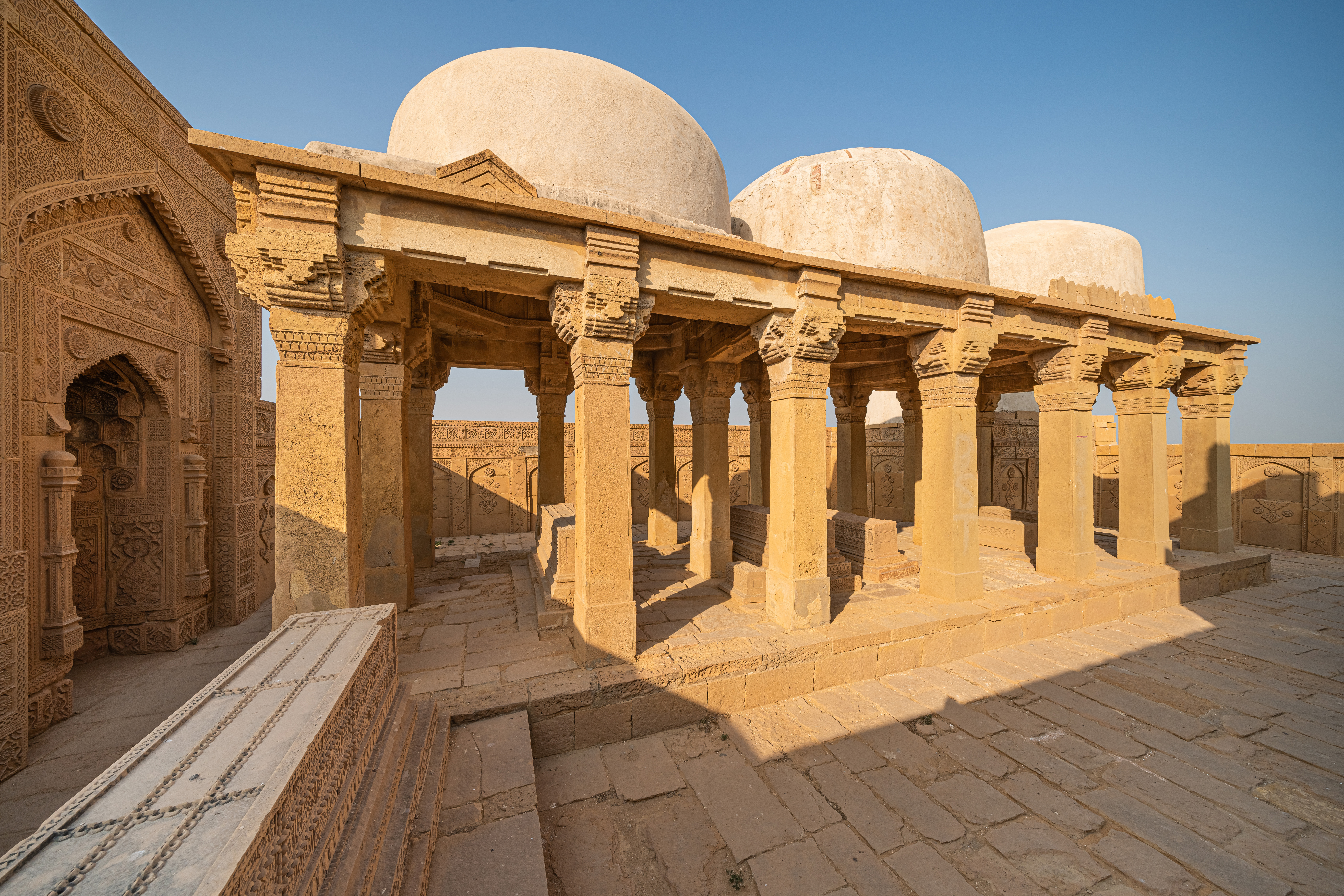
Гробница одного из суфийских святых
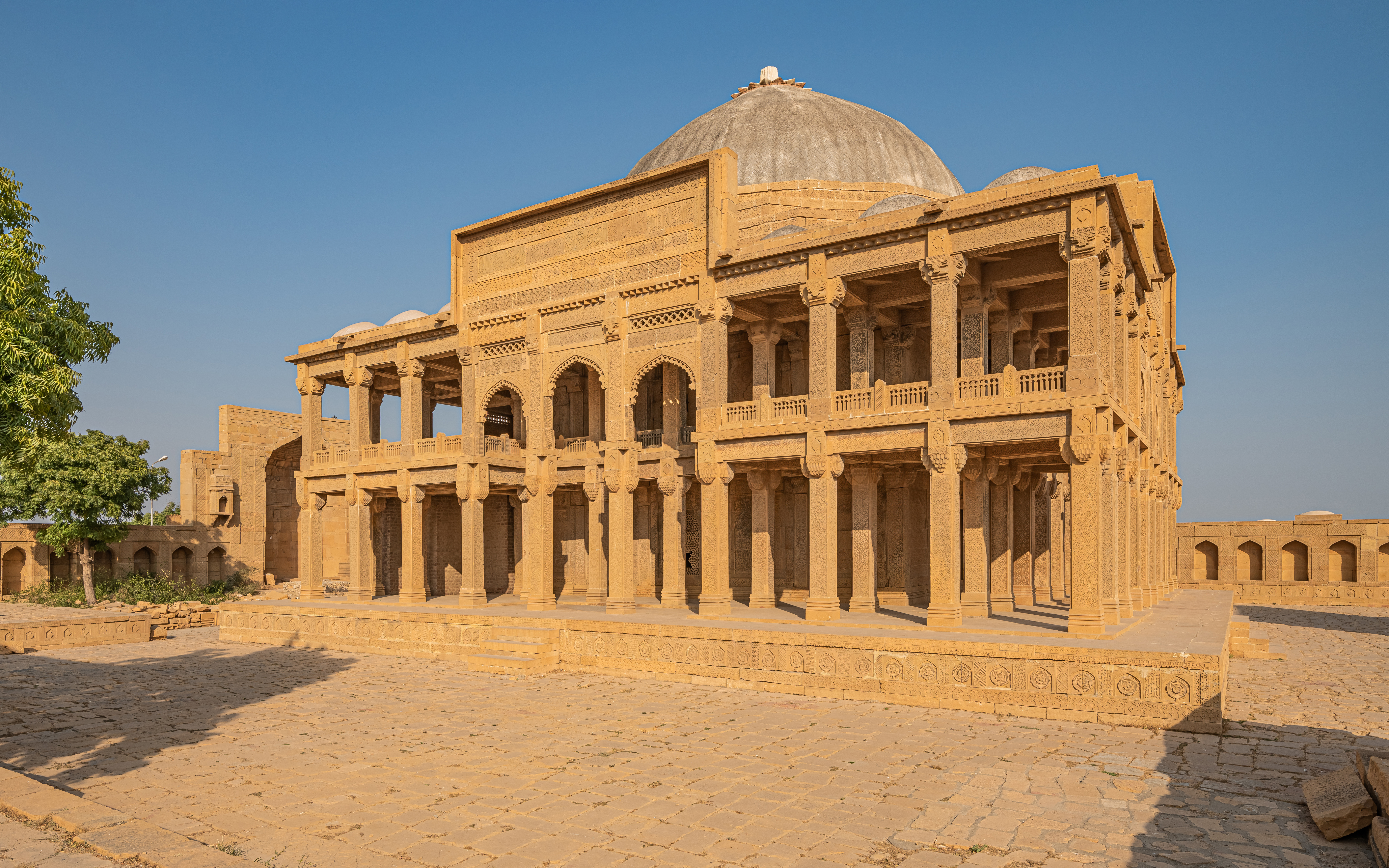
Напоминающая дворец, двухуровневая гробница 1640 года для одного из представителей синдской династии Тарханов тюркского происхождения
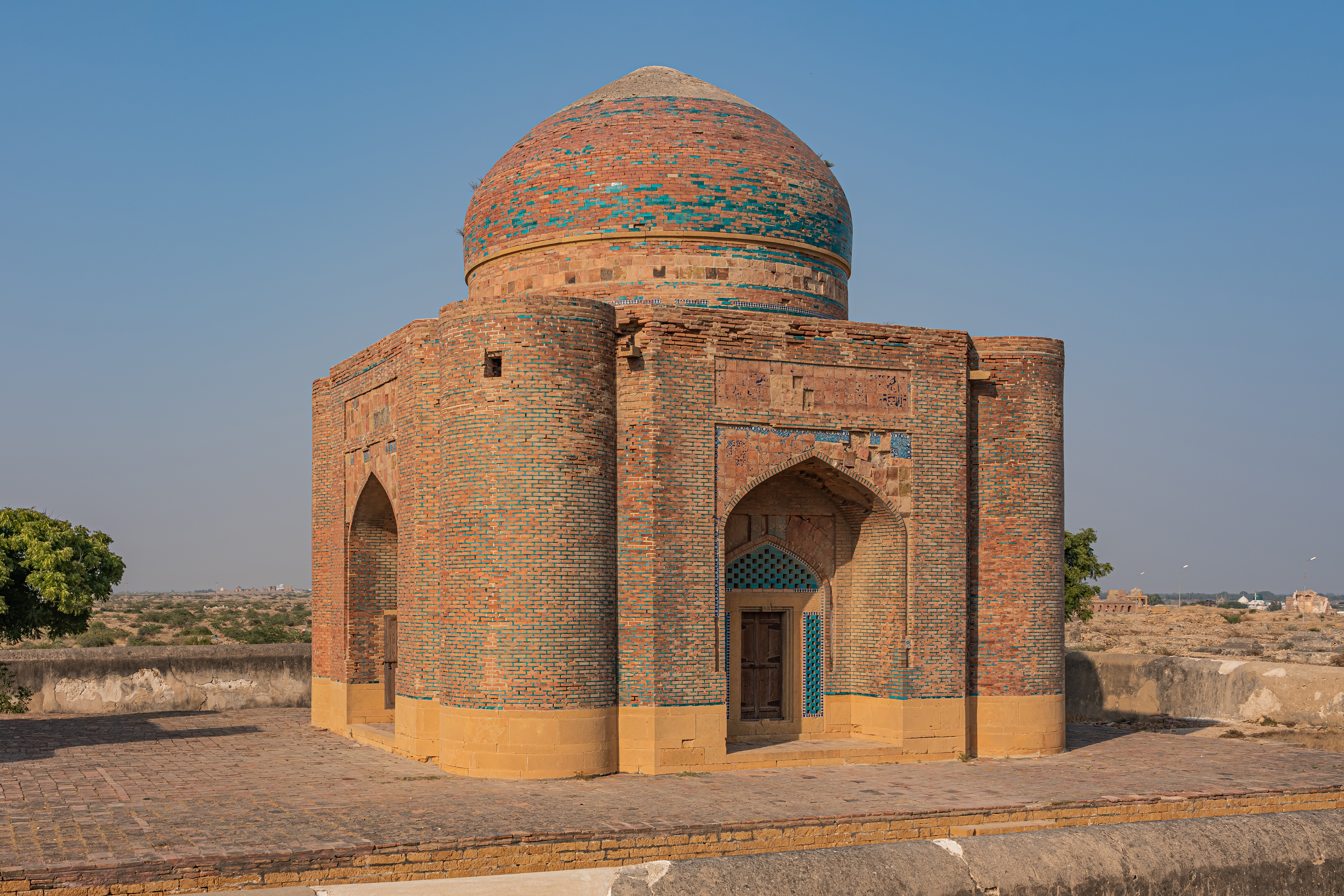
Кирпичный мавзолей Диван Шурфа Хана, около 1638 года, в персидском стиле
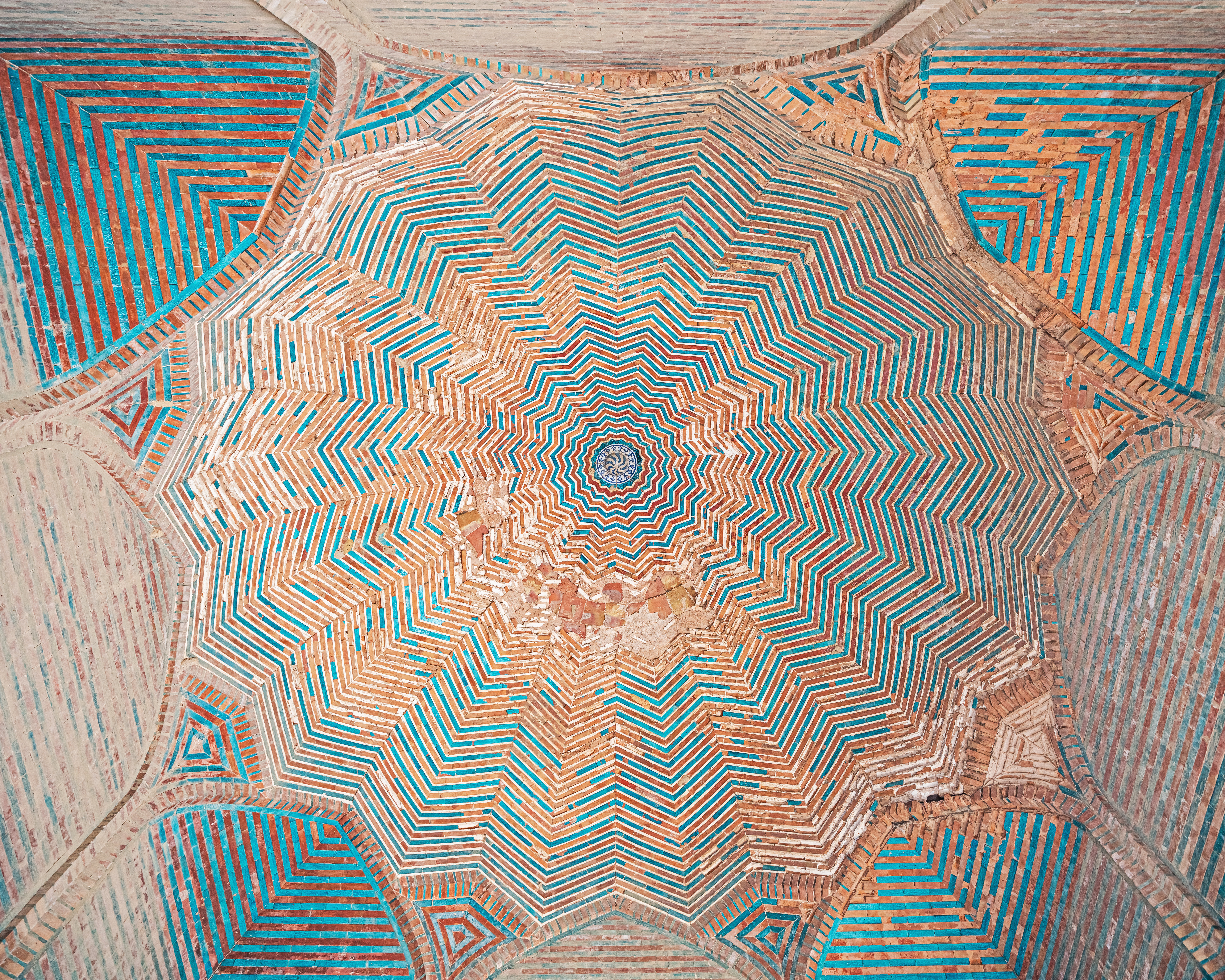
Интерьер купола мавзолея Диван Шурфа Хана
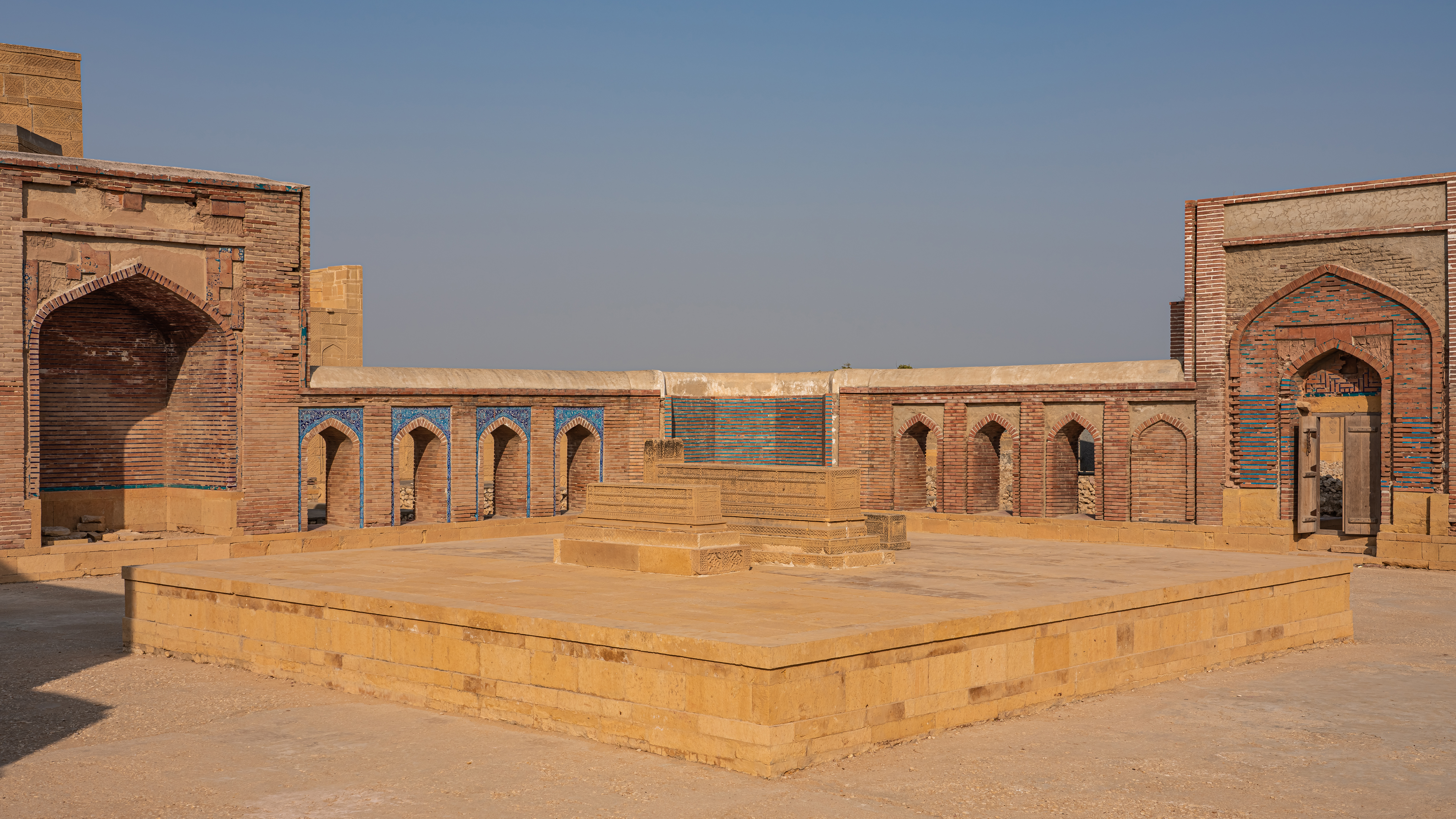
Одно из захоронений могольского периода: айван в среднеазиатском стиле, внутри — гробница
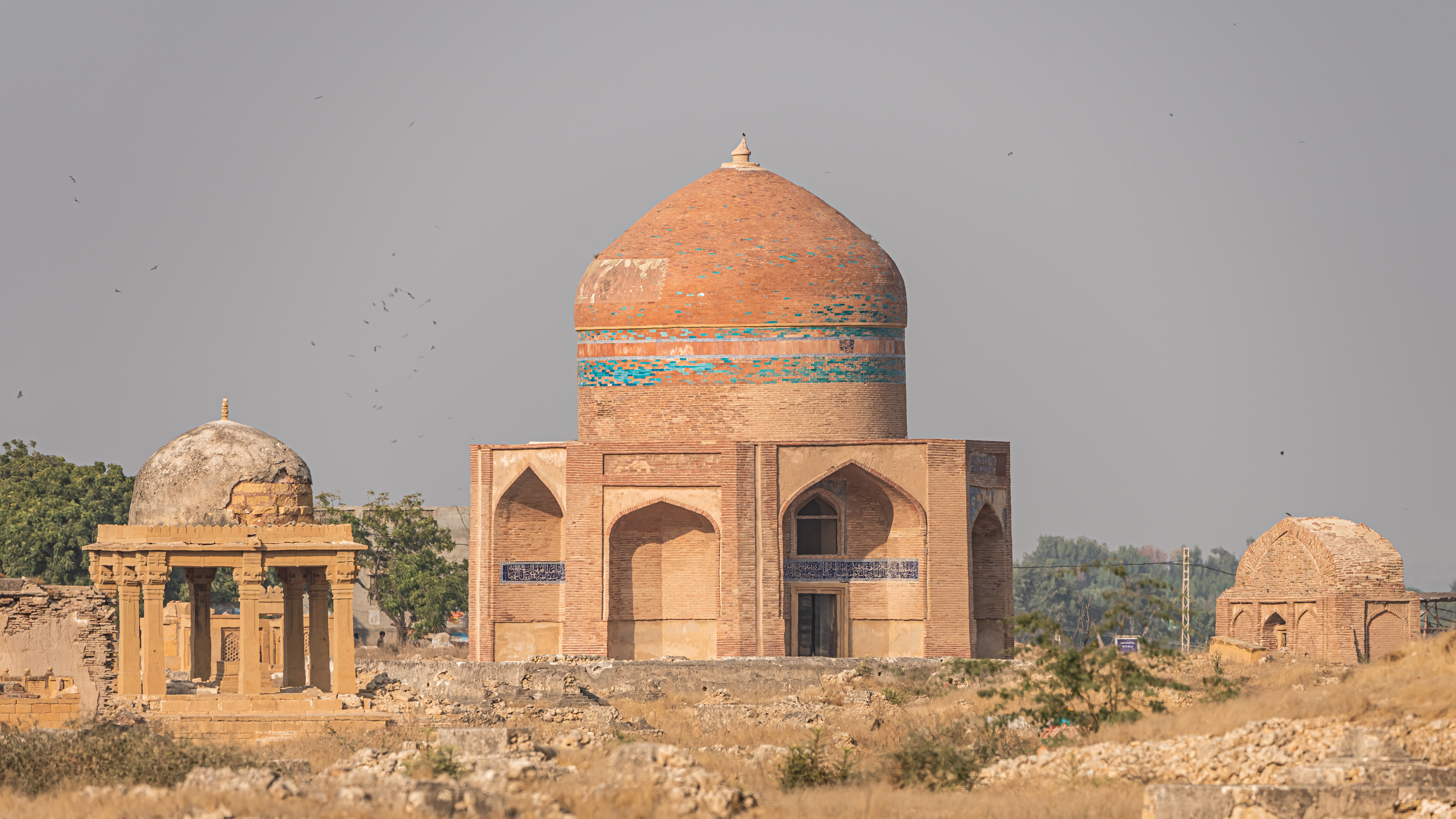
Гробница Султана Ибрагима — возведена около 1598 года, кирпичный мавзолей с керамическим декором
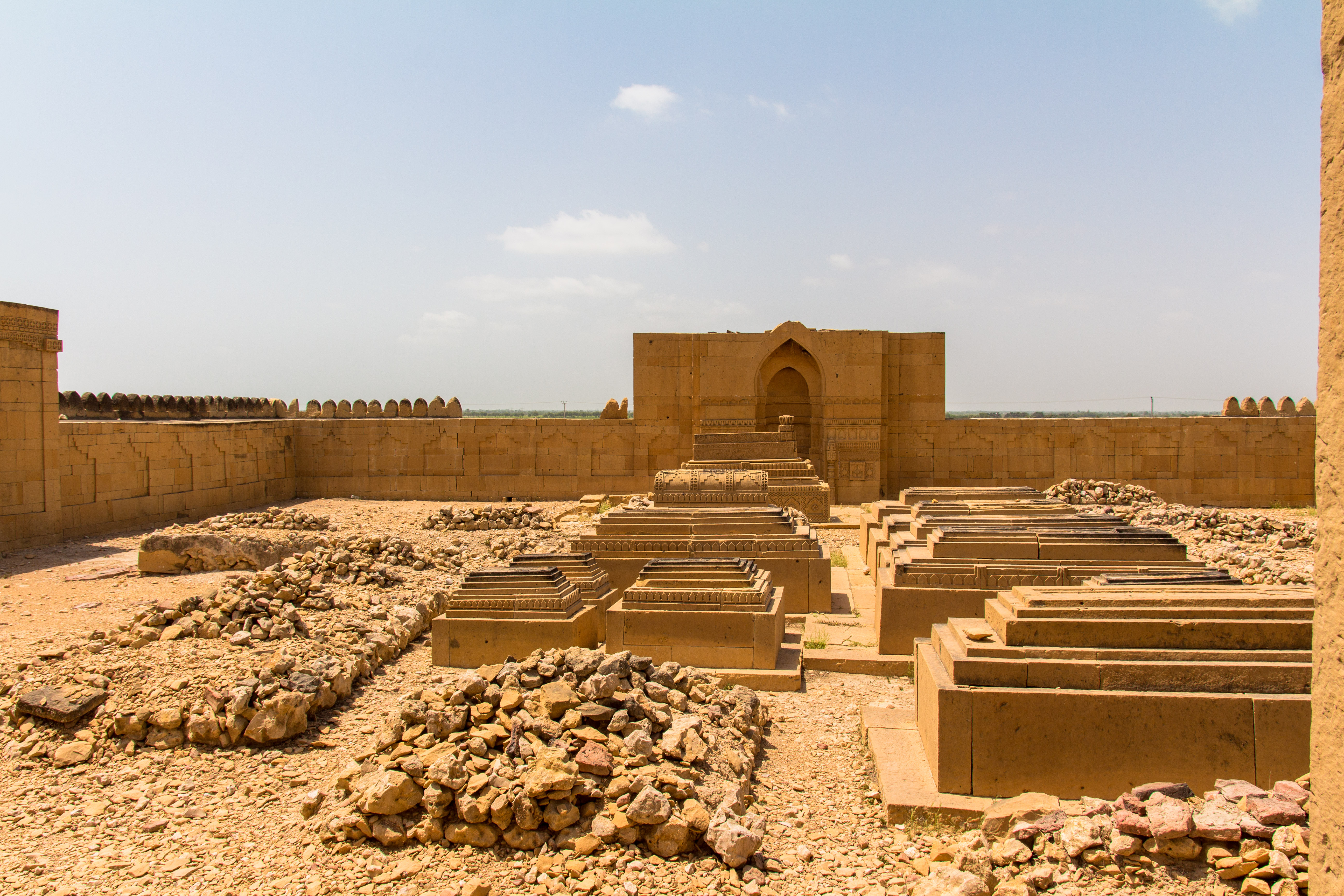
Гробница Мубарак Хана 1490 года — одно из старейших сохранившихся надгробий на Макли
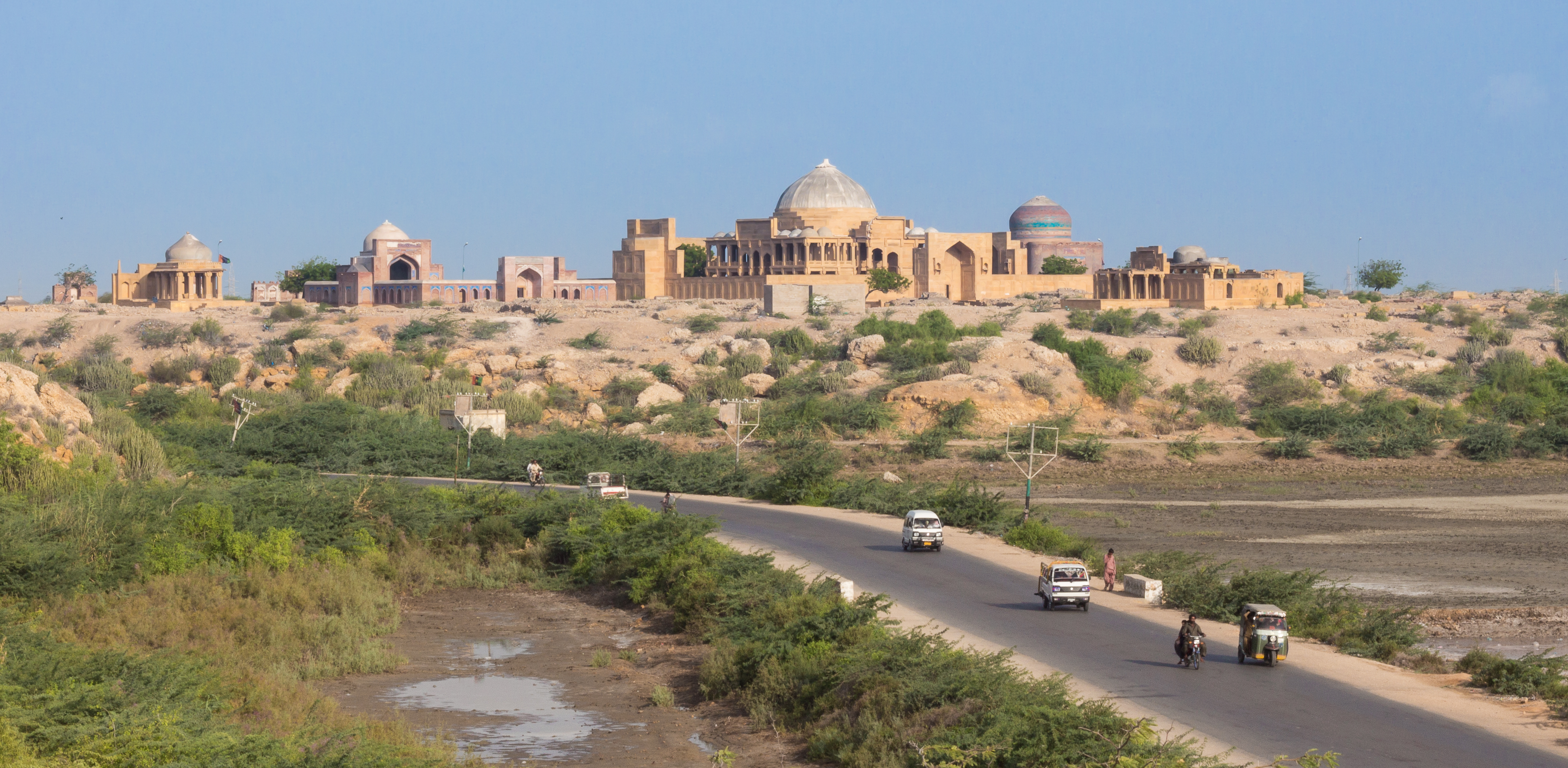
Вид южной части некрополя со стороны шоссе N-5